# Amiénois
Der Amiénois ist eine historische Landschaft in der Picardie. Er umfasst das Gebiet um Amiens, Conty, Poix-de-Picardie, Doullens, Picquigny und Rubempré im heutigen Département Somme.

## Geschichte
Zur Zeit der Karolinger bildete der Amienois eine Grafschaft. Bis 1185 waren die Grafen Vasallen des Bischofs von Amiens. Unter  Philipp II. August kam sie an die französische Krone, wurde aber 1435 an Philipp den Guten von Burgund abgetreten. Nach dem Tod von Karl dem Kühnen kam sie 1477 an die französische Krone zurück. Dies wurde 1482 durch den Frieden von Arras bestätigt.

## Amiénois als Namensbestandteil
Folgende Gemeinden führen Amiénois als Namensbestandteil: Acheux-en-Amiénois, Camps-en-Amiénois, Sains-en-Amiénois, Vaux-en-Amiénois.